# Seleção Russa de Polo Aquático Masculino
A Seleção Russa de Polo Aquático Masculino representa a Rússia em competições internacionais de polo aquático.

## Títulos
- Liga Mundial de Polo Aquático (1): 2002

## Ligações Externas
- Sitio Oficial (em russo)